# Hermann Graf
Hermann Graf (Engen, 24 ottobre 1912 – Engen, 4 novembre 1988) è stato un aviatore e ufficiale tedesco che prestò servizio nella Luftwaffe durante la seconda guerra mondiale.
Con un totale di 212 vittorie aeree ottenute in 830 missioni, fu uno dei migliori assi tedeschi e di sempre, il primo a raggiungere le 200 vittorie aeree.

## Biografia

### Infanzia
Figlio di Wilhelm Graf e di Maria Sailer, Hermann nacque il 24 ottobre 1912 a Engen, nell'allora Granducato di Baden, terzo di tre fratelli, Wilhelm Wilhelm e Josef Wilhelm. Suo padre, un piccolo agricoltore, partì per la prima guerra mondiale come soldato di artiglieria, e ritornò con una Croce di Ferro quando Hermann aveva ormai compiuto i sei anni.
L'iperinflazione che si era venuta a creare nella Repubblica di Weimar nel 1923 condusse la famiglia in una grave situazione finanziaria, ed Hermann dovette iniziare a lavorare quando era ancora un ragazzino. Trovò comunque il tempo per dedicarsi al calcio, prima nel DJK Engen (Deutsche Jugendkraft, letteralmente "forza giovanile tedesca", un'associazione di stampo cattolico fondata prima del 1920) poi come portiere nel FC Höhen. Venne selezionato da Sepp Herberger per giocare in una squadra di giovani talenti, ma un infortunio al pollice gli precluse ogni accesso alla nazionale.
Terminò la Volksschule (scuola elementare) nel 1926 a tredici anni e, non potendo proseguire gli studi a causa della situazione economica familiare, nei successivi tre anni si applicò come apprendista in una locale fabbrica di serrature. In seguito gli venne offerto un lavoro come impiegato, che Hermann accettò di buon grado perché così poté ricevere una paga più alta. In questa posizione aiutò alcune famiglie ebree a emigrare nella vicina Svizzera, coperto dal Gruppenführer Albert Keller del club di alianti dell'NSFK di Engen. Affascinato dal volo, Hermann compì il suo primo volo su un aliante a soli dodici anni, riuscendo a conseguire i tre gradi del brevetto di volo a vela prima di terminare la Volksschule.

### Carriera nella Luftwaffe
Hermann Graf entrò nella Luftwaffe, l'aeronautica militare tedesca, nel 1936, svolgendo l'addestramento basico tra il 2 giugno e il 25 settembre dello stesso anno a Karlsruhe, completando quindi l'addestramento avanzato il 31 maggio 1938. I suoi superiori lo designarono quale pilota di velivoli plurimotore, ma Hermann riuscì a farsi assegnare, il 31 maggio 1939, alla 2ª squadriglia (Staffel) del 51º stormo caccia (Jagdgeschwader 51, JG 51) equipaggiata con i caccia monomotore Messerschmitt Bf 109E-1. Inizialmente col grado di Unteroffizier (sergente), allo scoppio della seconda guerra mondiale venne promosso Feldwebel (maresciallo) e indirizzato ai voli di pattuglia lungo il confine con la Francia, senza dover mai sparare un colpo con le armi di bordo. Il 20 gennaio 1940 fu quindi trasferito all'Ergänzungs-Jagdgruppe Merseburg (gruppo complementare caccia Merseburg) dove il 20 maggio seguente ricevette la promozione a Leutnant (sottotenente).
Il 6 ottobre venne assegnato alla 9ª Staffel del Jagdgeschwader 52 (9./JG 52). In seguito con questa unità parteciperà dal 1º agosto 1941 all'operazione Barbarossa. Hermann abbatté il suo primo aereo il 4 agosto, mentre, di scorta a dei cacciabombardieri "Stuka" sopra Kiev, fece precipitare un caccia sovietico Polikarpov I-16. Fu il primo di una serie di successi che, in appena tredici mesi, lo portarono ad essere il primo pilota nella storia dell'aviazione a raggiungere le duecento vittorie. Nell'inverno 1941-1942 aumentò il suo punteggio personale da 20 a 45 vittorie, cosa che il 24 gennaio 1942 gli valse la Croce di Cavaliere della Croce di Ferro. Dopo che ebbe raggiunto le 50 vittorie, il 23 marzo fu nominato comandante (Staffelkapitän) della 9./JG 52. Tra l'ultima settimana di aprile e le prime due settimane di maggio abbatté quarantotto aerei sovietici, inclusi sette nel solo 2 maggio, altri sette l'8 maggio, sei il 13 maggio e otto il 14 maggio, quando portò le sue vittorie personali a quota 104. Il 17 maggio i suoi meriti vennero premiati con le fronde di quercia da aggiungere alla Croce di Cavaliere. Solamente due giorni più tardi, il 19 maggio, si vide riconosciute anche le spade.
In agosto rivendicò trentadue vittorie nell'area attorno Stalingrado, raggiungendo l'apice il mese successivo con sessantadue vittorie. Quando, il 16 settembre, tornò a terra dopo aver distrutto un bombardiere Sukhoi Su-2 e un caccia P-40 Kittyhawk (173ª e 174ª vittoria), apprese che gli erano stati approvati i diamanti per la Croce di cavaliere con fronde di quercia e spade: uno dei soli ventisette militari della Wehrmacht a ricevere questa prestigiosa decorazione. Il 26 settembre fu il primo pilota in assoluto a raggiungere le duecento vittorie, in questo caso contro un caccia Polikarpov I-153. L'evento venne celebrato tre giorni dopo sul campo di Soldatskaja, nel Caucaso, alla presenza di tutto il III gruppo (Gruppe) del JG 52 (III./JG 52) e del suo comandante (Gruppenkommandeur) Hubertus von Bonin, che nell'occasione applicò personalmente i gradi da Major (maggiore) a Graf. Come da prassi, a Graf venne tolto il volo operativo, non prima però di aver fatto precipitare altri due aerei, giungendo a quota 202.

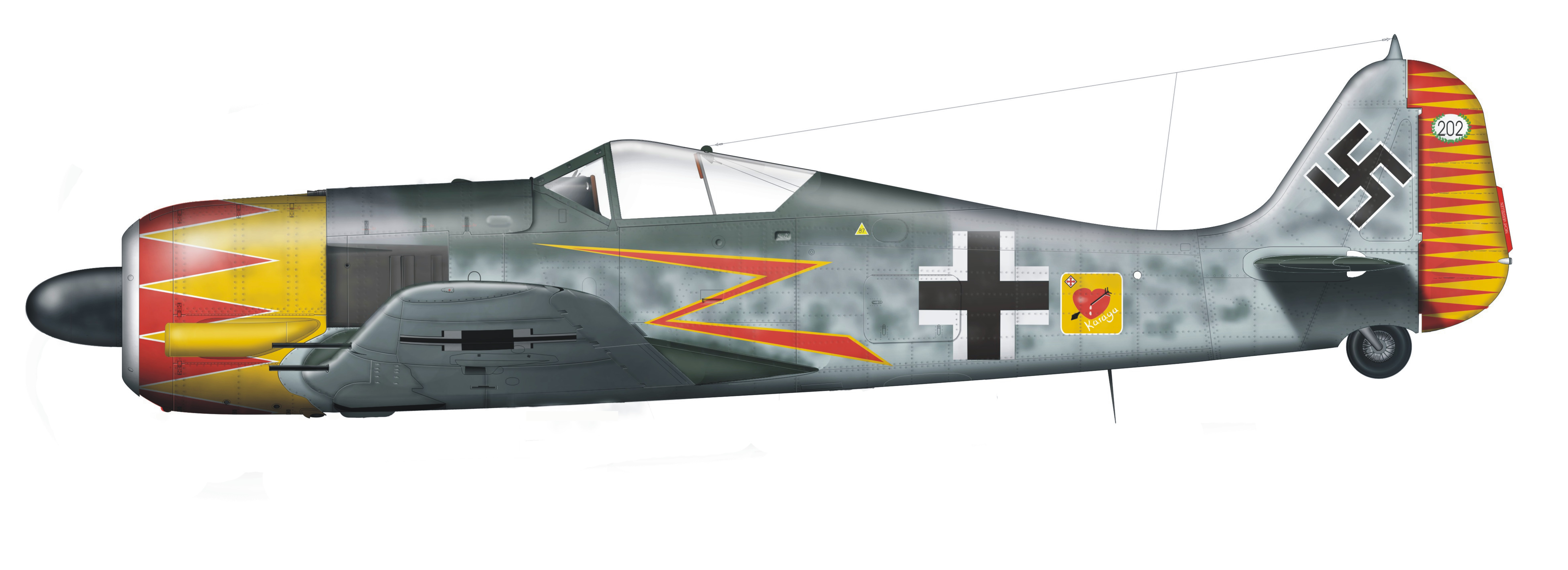
Il caccia Focke-Wulf Fw 190 A-5 di Graf mentre volava con il Jagdergänzungsgruppe Süd (gruppo complementare caccia sud) nella Francia meridionale, nel 1943. Notare il numero "202" dipinto sul timone di coda, riferito alle vittorie riportate fino in quel momento dall'asso tedesco

Dal luglio all'ottobre 1943 Graf comandò il Jagdgeschwader 50, passando quindi, dal novembre 1943 al 29 marzo 1944, al comando del Jagdgeschwader 11. Impegnato nella difesa del Reich dai bombardieri Alleati, rivendicò l'abbattimento di sei quadrimotori e tre caccia P-51 Mustang, che risultarono essere le sue vittorie, fermatisi a 212. Il 29 marzo 1944, infatti, dopo aver distrutto due Mustang venne a sua volta colpito e, ferito, dovette abbandonare il suo Bf 109G-6 lanciandosi col paracadute. Il 1º ottobre, ormai Oberst (colonnello), venne designato quale comandante (Geschwaderkommodore) del JG 52. L'8 maggio, giorno della fine della seconda guerra mondiale in Europa, il comandante dell'VIII. Fliegerkorps (VIII corpo aereo) generale Hans Seidemann ordinò a Graf ed Erich Hartmann, anch'esso in forza al JG 52, di arrendersi ai britannici a Dortmund, ma i due ignorarono l'ordine per non abbandonare i loro commilitoni del centro di comando e del I./JG 52, perciò si arresero alla 90ª divisione di fanteria statunitense che, nella seconda metà di maggio, li consegnò ai sovietici.

### Dopoguerra
Graf collaborò con i sovietici e durante la prigionia rilasciò delle dichiarazioni a loro favorevoli, che il 25 dicembre 1949 gli valsero la fine della prigionia. Dopo il suo ritorno in Germania divorziò dalla moglie, l'attrice tedesca Jola Jobst con cui si era sposato il 24 giugno del 1944; Jobst sposò poi l'attore Wolfgang Kieling nel 1950, suicidandosi nel 1952. Graf si sposò altre due volte: l'ultima moglie, Helga, a cui si unì nel matrimonio nel maggio 1959, diede alla luce un figlio maschio (Hermann-Ulrich, nato in quello stesso 1959) e una femmina (Birgit, nata nel 1961).
L'atteggiamento di Graf verso i sovietici fu visto in Patria come quello di un traditore ma, nonostante tutte le difficoltà, si riavvicinò al volo come membro di un Aero Club svizzero. Grazie al vecchio allenatore Sepp Herberger, che lo avvicinò al presidente del Bayern Monaco Roland Endler, proprietario anche della "Elektro-Schweiss-Industrie GmbH", trovò lavoro presso questa industria elettronica come rappresentante. In seguito fece carriera e divenne capo delle vendite. Morì a Engen, sua città natale, il 4 novembre 1988 a causa della malattia di Parkinson che lo affliggeva dal 1965.

## Decorazioni e onorificenze

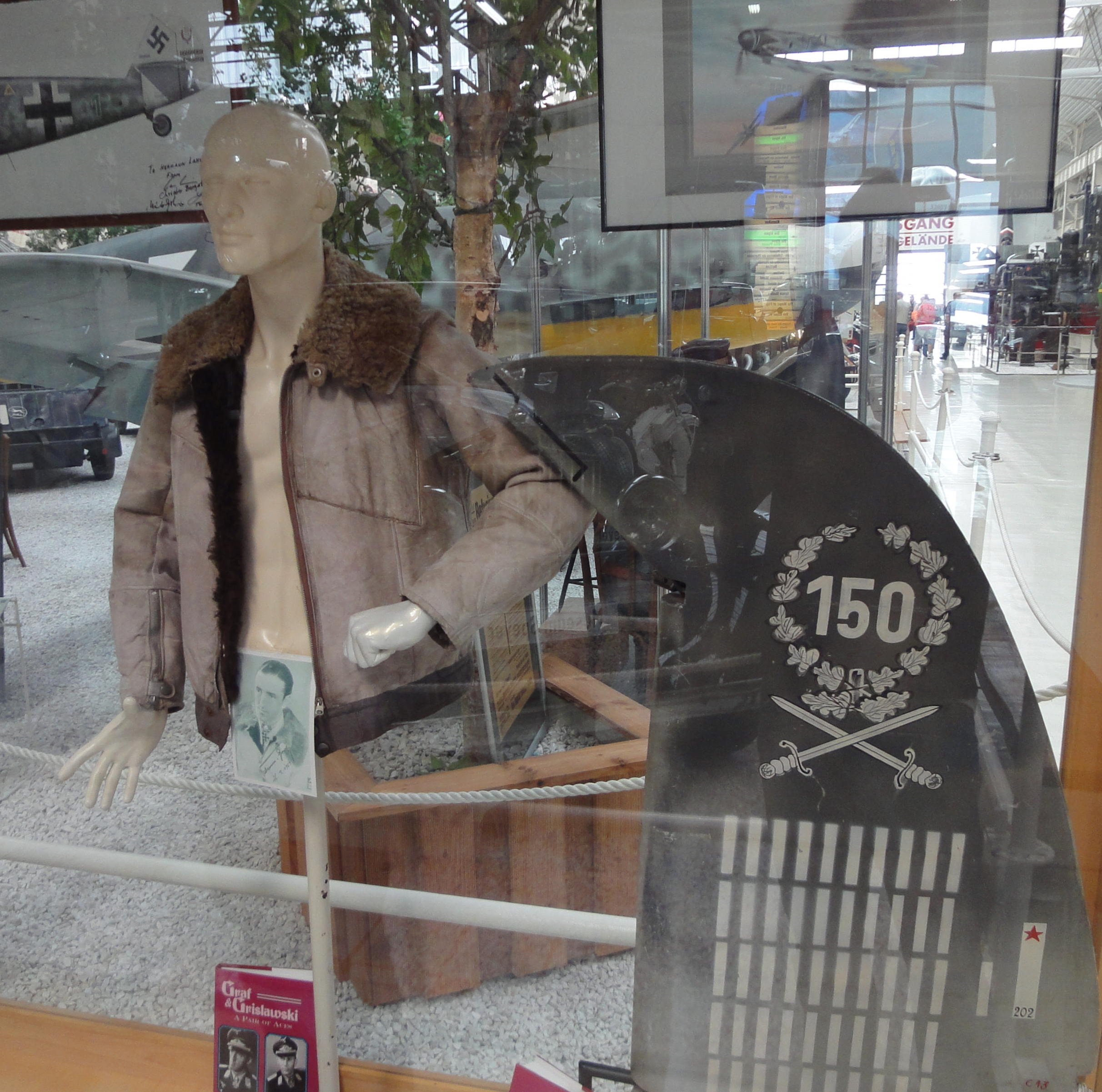
Il giaccone, il timone e la deriva di coda del Messerschmitt Bf 109 di Hermann Graf esposti al Technik Museum Speyer